# Гриффин (человек-невидимка)
Гриффин (англ. Griffin) — вымышленный персонаж, герой романа «Человек-невидимка», впервые опубликованного в 1897, созданный Гербертом Уэллсом. Гриффин — молодой учёный, открывший общий закон пигментов и преломления света, формулу, содержащую четыре измерения. Сделав случайно открытие в области физиологии, что гемоглобин можно обесцветить, сохранив все его свойства, он думает, что, будучи человеком, лишенным пигментации, сможет стать невидимым и обрести независимость, могущество и свободу, превратившись из нищего демонстратора опытов в провинциальном колледже, терпящем унижения от богатых студентов и бездарного профессора, желающего присвоить себе его труд, в наводящего ужас всемогущего Невидимого.
Гриффин — блестящий учёный-исследователь, открывший процесс, позволяющий делать человека невидимым. Процесс включает в себя принятие опиума и других веществ, которые обесцвечивают кровь, и воздействие на тело специальным аппаратом. Опыт был успешным, но он обнаружил для себя, что не может обратить процесс. В отличие от фильма 1933 года, Гриффин в романе, возможно, является психопатом даже до того, как сделал себя невидимым. Фактически Гриффин, обладающий способностью невидимости и мечтающий о мировом господстве, является одним из первых суперзлодеев.

## Биография персонажа
Гриффин — одарённый молодой студент медицинского университета с альбинизмом, изучающий оптическую плотность. Он считает, что стоит на пороге большого научного открытия, но чувствует себя неуютно, работая под руководством профессора. Чтобы гарантировать, что он будет единственным человеком, совершившим открытие, оставляет университет и снимает квартиру для продолжения своих экспериментов в одиночку.
Для финансирования своих экспериментов Гриффин похищает деньги у своего отца. В результате тот покончил с собой, потому что деньги не были его собственными (вероятно, в результате чего он был не в состоянии погасить задолженность). Работая в своей квартире, Гриффин изобретает способ уменьшить показатель преломления физических объектов, что приводит к их невидимости. Эксперименты с куском ткани и кошкой прошли успешно. Он вынужден спешить в своих экспериментах из-за постоянного вмешательства хозяина, который с подозрением относится к его деятельности. Гриффин проводит эксперимент над самим собой и становится невидимым, а затем поджигает здание, чтобы замести следы. Он остаётся один, невидимо бродит по улицам Лондона, пытаясь выжить на открытом воздухе, невидимый для окружающих. Чтобы стать на время похожим на обычных людей, он украл одежду из магазина подпольного театра, в том числе плащ и шляпу, а также обернул голову бинтами и закрыл глаза большими тёмными очками. Он поселяется в деревне Айпинг, чтобы продолжить свой эксперимент и найти способ снова стать видимым. Но возникают сложности с местными жителями, которым не нравится его внешний вид. В результате у него не хватает денег, чтобы платить владельцу трактира. Чтобы оплатить счёт, Гриффин совершает кражу со взломом в доме викария Бантинга. Чтобы избежать ареста, он раскрывает свою невидимость, сбрасывает с себя одежду и убегает.
Сходя с ума от невозможности продолжить эксперимент, Гриффин ищет помощи у бродяги по имени Томас Марвел. Он просит Марвела принести деньги для него, но Марвел убегает с деньгами и его рукописями, необходимыми для продолжения экспериментов. Гриффин преследует его в город Порт-Бэрдок, и идет к учёному доктору Кемпу, с которым он когда-то вместе учился. Гриффин пытается убедить Кемпа стать его невидимым партнёром и помочь ему начать террор. Кемп отказывается помочь сумасшедшему Человеку-невидимке и предупреждает полковника Эдая.
Разъярённый Человек-невидимка планирует мировое господство и приговаривает Кемпа к смертной казни. В конечном счете он терпит неудачу, когда Кемп сплачивает людей в Порт-Бэрдок, которые находят в толпе Человека-невидимку. Гриффин загнан в угол, он убит землекопами. После наступления смерти тело Гриффина становится видимым.

## Фильм студии Universal 1933 года
В фильме «Человек-невидимка» 1933 года Гриффина зовут Джек, в то время как в романе его имя не называется. Сыграл его Клод Рейнс.
Джек Гриффин работает с доктором Крейни, помогая ему в экспериментах консервирования пищевых продуктов вместе со своим другом доктором Артуром Кемпом. Гриффин глубоко влюблён в дочь Крейни, Флору, и планирует жениться на ней. Гриффин боится, что он ничего не может предложить ей, и начинает экспериментировать с тёмным и опасным наркотиком под названием монокан (англ. monocane), надеясь, что слава и богатство, которые он обретёт в случае удачи, помогут ему завоевать сердце Флоры.
Гриффин обнаруживает сочетание монокана и других химических веществ, которое делает человека невидимым. Слишком взволнованный своим открытием, чтобы думать ясно, Гриффин покидает Кемпа и Крейни для завершения эксперимента в одиночестве. Он вводит себе формулу в течение месяца, и становится невидимым. Однако после этого он понимает, что не знает, как вернуть себе видимость. В панике, Гриффин едет в деревню Айпинг и снимает комнату в гостинице «Голова Льва», где он начинает поиск формулы для обращения процесса. Чтобы сделать себя видимым, ему приходится обмотать голову повязками и надеть тёмные очки.
Из-за побочных действий монокана и нескольких неудачных экспериментов Гриффин сходит с ума. Напав на Дженни Холл и сильно ранив её мужа Герберта, Джек сбрасывает с себя одежду и ускользает от полиции. Он ищет помощи у Кемпа, но под действием наркотика у него начинается мания величия и желание мирового господства с «невидимой армией», и он предлагает Кемпу стать своим видимым партнёром и помощником. Даже визит Флоры и её отца не помогают облегчить приступ безумия Гриффина. Он клянётся убить Кемпа, который предупредил своего друга инспектора Лэйна о его местонахождении, и, узнав о засаде, приводит свою угрозу в исполнение. После убийства Кемпа он пытается спастись от холода в сарае фермера. Тот вызывает полицию, и они поджигают сарай. Гриффин бежит из горящего сарая, начальник полиции видит его следы на снегу и стреляет. Пуля проходит через оба лёгких.
Джек умирает в больнице от огнестрельных ранений. Извиняясь за свои преступления, он говорит: «Я вмешался в вещи, которые человек должен оставить в покое». Как и в романе, по мере омертвения тканей его тела Гриффин становится видимым.
Гриффин в романе является чёрствым и жестоким с самого начала, и проводит эксперимент из-за богатства и своего эго. В фильме же Гриффин показан как благородный, но заблуждающийся человек. Его безумие — чисто побочный эффект невидимости и наркотиков, и его мотивация для проведения эксперимента — ошибочное стремление сделать добро для науки и человечества — родилась прежде всего из-за любви к его невесте.

## Эволюция персонажа
Кристофер Туми (англ. Christopher P. Toumey) в своей книге «Conjuring Science: scientific symbols and cultural meanings in American life» (ISBN 0-8135-2285-4) на примере образа Гриффина из различных фильмов по мотивам «Человека-невидимки» рассматривает эволюцию образа «безумного учёного» в американском массовом кино, склонном в процессе тиражирования («Возвращение человека-невидимки», «Сын человека-невидимки» и т. д.) делать его всё более поверхностным и жестоким.